# 眾神的電腦
《眾神的電腦》（英語：Word Processor of the Gods）是一部由史蒂芬·金於1983年在《花花公子》 上所連載的短篇小說，並於1985年收錄在短篇小說集《史蒂芬·金的故事販賣機》內，此故事曾於1984年改編成電視影集《Tales from the Darkside》。

## 故事簡介
理查德是一位普通的中学教职工作者，家里肥胖的妻子莉娜强势又好吃懒做，兒子塞兹则孤僻叛逆且终日把玩吉他。他有一间与主屋不相连的书房以勉强延续他的作家之路，而这里也是他逃避妻儿的唯一地方。理查德的哥哥罗杰自幼起就占有欲极强，高中时甚至从理查德手中夺走温柔善良的贝琳达，两人之后结婚生下儿子乔纳森，母子长期忍受着他的无情虐待。两周前，罗杰因醉酒驾驶导致一家三口葬身山崖。
这天，理查德在罗杰家邻居的帮助下将一台电脑放进自己的书房里。这台电脑是乔纳森生前用不同组件拼凑而成，准备送给理查德的生日礼物。理查德发现这台电脑有着改变现实的超能力，能够生成或者删除自己输入的一切事物，但这台电脑容易过载，明显不能长期使用。晚间，儿子塞兹则带着几个恶劣的乐队成员回了家，嗤笑着理查德。在书房的理查德遂在电脑中输入指令删除塞兹的一切存在。理查德在事后看到回家的妻子莉娜也比先前更加肥胖，还不断挖苦着他。理查德随即回到书房，输入指令将莉娜删除。
电脑这时已严重超载，即将毁坏。理查德在情急之下输入最后一条指令，敲下了执行键，他回头看到已成为自己儿子的乔纳森。理查德之后在欢笑中与儿子走进主屋，准备享用妻子贝琳达为他煮的热巧克力。